# Spomen-križ na ušću Vuke u Dunav
Spomen-križ na ušću Vuke u Dunav je spomen-križ u gradu Vukovaru, u središtu grada.

## Zemljopisni položaj
Podignut je kod ušća rijeke Vuke u Dunav, gdje se uvijek pružao pogled na široku, moćnu rijeku.

## O križu
Podignut je u čast i spomen svim onima koji su svoj život dali za slobodnu i neovisnu Hrvatsku. Autor spomen-križa je hrvatski kipar Šime Vidulin iz Pule.
Križ je postavljen u listopadu 1998. godine. Dar je Hrvatske ratne mornarice zbornog područja Pula.

## Osobine
Križ je bijele boje. Na križu je uklesan tekst pisan glagoljicom Navik on živi ki zgine pošteno koje je davno spjevao hrvatski velikan Fran Krsto Frankopan. Masa cijele konstrukcije je 40 tona. Visine je 9,5 metara. Konstrukciju križa čine postolje i križ. Postolje oblika okrenutog trapeza je od pazinskog kamena, koji nije glačan. Baza postolja uža je od vrha postolja. U postolju je na četvorinastoj površini uklesan natpis. Postolje je na četvorinastoj podlozi koja je stuba od tamnog kamena. gornji dio konstrukcije, na postolju od bračkog kamena je konstrukcija od bijelog bračkog kamena. To su šira kockasta konstrukcija manjeg postolja na kojoj je glagoljični natpis. Gornji dio donjeg postolja od bračkog kamena nastavlja se od četvorine u piramidu koja je sasječena blizu osnovice. Na vrhu tog sasječenog dijela je manje, srednje postolje od bračkog kamena, ista oblika kao i dolnje postolje. Na njemu je u srednje visokom reljefu uklesan grb Republike Hrvatske. Na srednje postolje postavljene je latinski križ. Gornji krak križa u odnosu na dolnji krak su visinom 1:2. Na prednjoj strani križa, na svim krakovima je u srednje visokom reljefu uklesan hrvatski pleter.